# ブザービーター
ブザービーター（Buzzer Beater）は、バスケットボール、アイスホッケー用語の一つで、ピリオドや試合の終了直前にシュートを放たれ、ボール・パックがプレーフィールド内にある間に残り時間が0となり、ゴールに入るショットのことを指す。まるでゴールによってブザーが鳴らされたように感じられることからこの呼名がある。

## 概要

### バスケットボール
バスケットボールにおいては、サッカー等におけるアディショナルタイムの概念がない。実際の試合では、各ピリオド開始からのランニングタイム（ファウル等で時計が一時停止する時間を除いた正味の試合時間）が10分を経過し、各ピリオドの残り時間が0.0秒となると、テーブルオフィシャルズからピリオドの終了を告げるブザー等のシグナル音が発せられ、その瞬間にボールデッドとなりピリオドが終了する。最終ピリオドでも同様で、同点で延長ピリオドが行われない限りその瞬間に試合が終了する。
ただし、ピリオド終了直前（すなわちブザーが鳴る前）にゴールに向かってボールが放たれ、ボールが空中にある瞬間にブザーが鳴った場合、そのボールは空中にある間有効であり、それがバスケットを通過してゴールとなった場合はその得点は有効とされるルールがある。またプレーヤーがボールを保持したまま終了となった場合、プレーヤーの統計にターンオーバーがカウントされてしまう。このため、プレーヤーはピリオドの終了時、つまり時間切れの瞬間には自分がどんな位置にいても（仮にそれが相手コートのバスケット下など、バスケットから遠く離れた位置であっても）とにかくシュートすることが多く、ブザーが鳴りながらボールがバスケットに吸い込まれるシーンが見られる。これが「ブザービーター」である。
試合が拮抗している時など、試合終了時のブザービーターが決まるか否かで試合結果が左右されることも多く、バスケットボールにおいて印象的となるプレーの一つである。

### アイスホッケー
アイスホッケーの場合は、ピリオドは最終プレーと同時に終了するため、試合終了間際にゴールテンダーが攻撃参加する、もしくはゴールテンダーをフィールドプレーヤーに替えて（自軍ゴールの守備は不要なので放棄する、いわゆる『エンプティ』）6人攻撃を仕掛けると、ディフェンス陣内からのクリアパックがそのまま流れてゴールマウスに吸い込まれることがある。その場合でも得点は記録され、ピリオド最終タイムである19:59の得点として記録される。
それ以外でもゴール前での競り合いがピリオド内終盤で行われて、ショットと同時にピリオドが終了しブザービーターになることがある。

## ブザービーターに由来する作品など
- BUZZER BEATER - 井上雄彦のバスケット漫画。
- buzzer beater  - 日本のアイドルグループ・SMAPが2006年に発表した楽曲。CDシングル「Dear WOMAN」に収録されている。
- ブザー・ビート〜崖っぷちのヒーロー〜 - フジテレビ系列で2009年に放送されたテレビドラマ。作中ではブザービートという造語を使っている。
- ストリートブザービーター - TBSのバラエティ番組『関口宏の東京フレンドパークII』のアトラクションの一つ。